# کشنده برپاگر پرتابگر

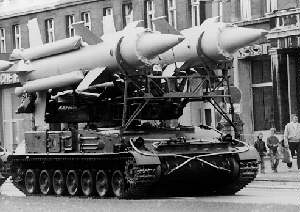
Sa-4 روسی

کشنده برپاگر پرتابگر (به انگلیسی: Transporter erector launcher) یا تی‌ایی‌ال (مخفف انگلیسی: TEL) به خودرویی موشکی گفته می‌شود که دارای کشنده یکپارچه‌ای است که توانایی حمل، برپا کردن به حالت آتش و پرتاب یک یا چند موشک را دارا می‌باشد. این وسایل نقلیه موتوری، توانایی پرتاب موشک سطح‌به‌سطح و موشک سطح‌به‌هوا را دارند. پیشتر این موشک‌ها تنها به صورت پرتاب از سایت‌ها ثابت و ایستا را داشتند و برای حمل آن‌های از واحدهای کششی استفاده می‌شد، که آن‌ها را در معرض حملات دشمن در صورت شناسایی آسیب‌پذیرتر می‌کرد زیرا که توانایی تغییر موقعیت آنهای به آسانی میسر نبود و اگر هم می‌شد آن‌ها را جابجا نمود آماده نمودند آن‌ها برای پرتاب ساعت‌ها یا حتی روزها به طول می‌انجامید.
حامل برپاگر پرتابگر راداری (TELAR) مشابه تی ایی ال می‌باشد که به پاره‌ای یا حتی سیستم کامل راداری که برای پرتاب موفق موشک(ها) ضروری می‌باشند مجهز می‌باشد. چنین وسایل نقلیه‌ای که قابلیت انجام عملیات به صورت مستقل را دارا می‌باشند به صورت ویژه‌ای مؤثرتر می‌باشند. تی ای ال یا تی ای ال آی آر ممکن است به سیستم چرخاننده مجهز باشند که موشک را در جهت هدف می‌چرخاند یا ممکن است موشک تنها به صورت عمودی پرتاب شود.
حامل پرتابگر راداری (TLAR) همانند تی ایی ال آی آر می‌باشد با این تفاوت که موشک‌ها را به صورت برپا شده حمل می‌کنند و نیازی به برپا نمودن موشک‌ها ندارد.
معمولاً این خودروها به یک واحد خودرو فرماندهی سی پی یا سی وی لینک می‌باشند و ممکن است اطلاعات هدف را از سیستم هدف یابی یا رادار رهگیری واحد فرماندهی دریافت کنند.

## نگارخانه

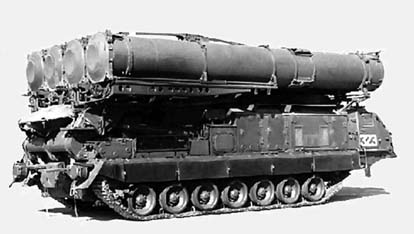
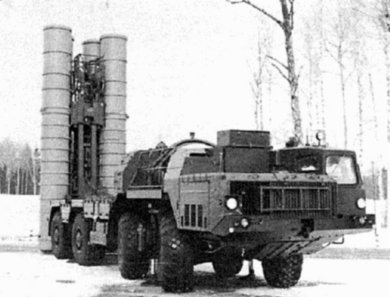
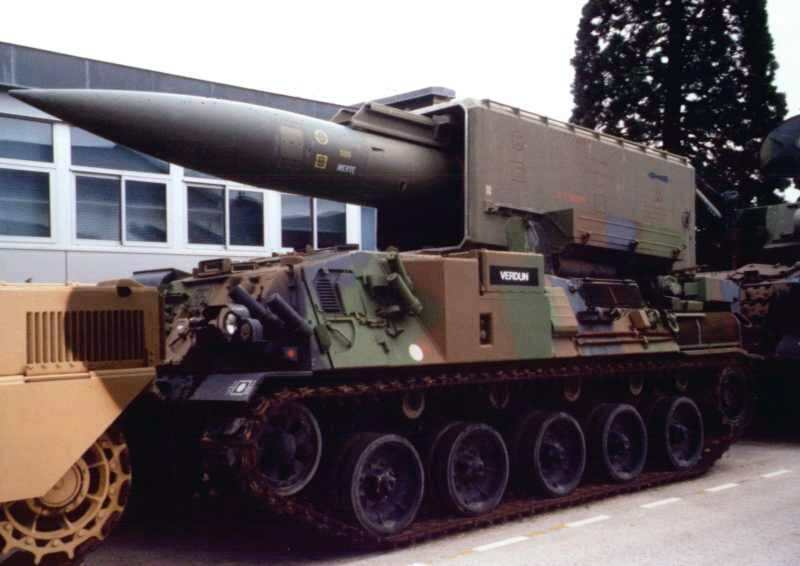
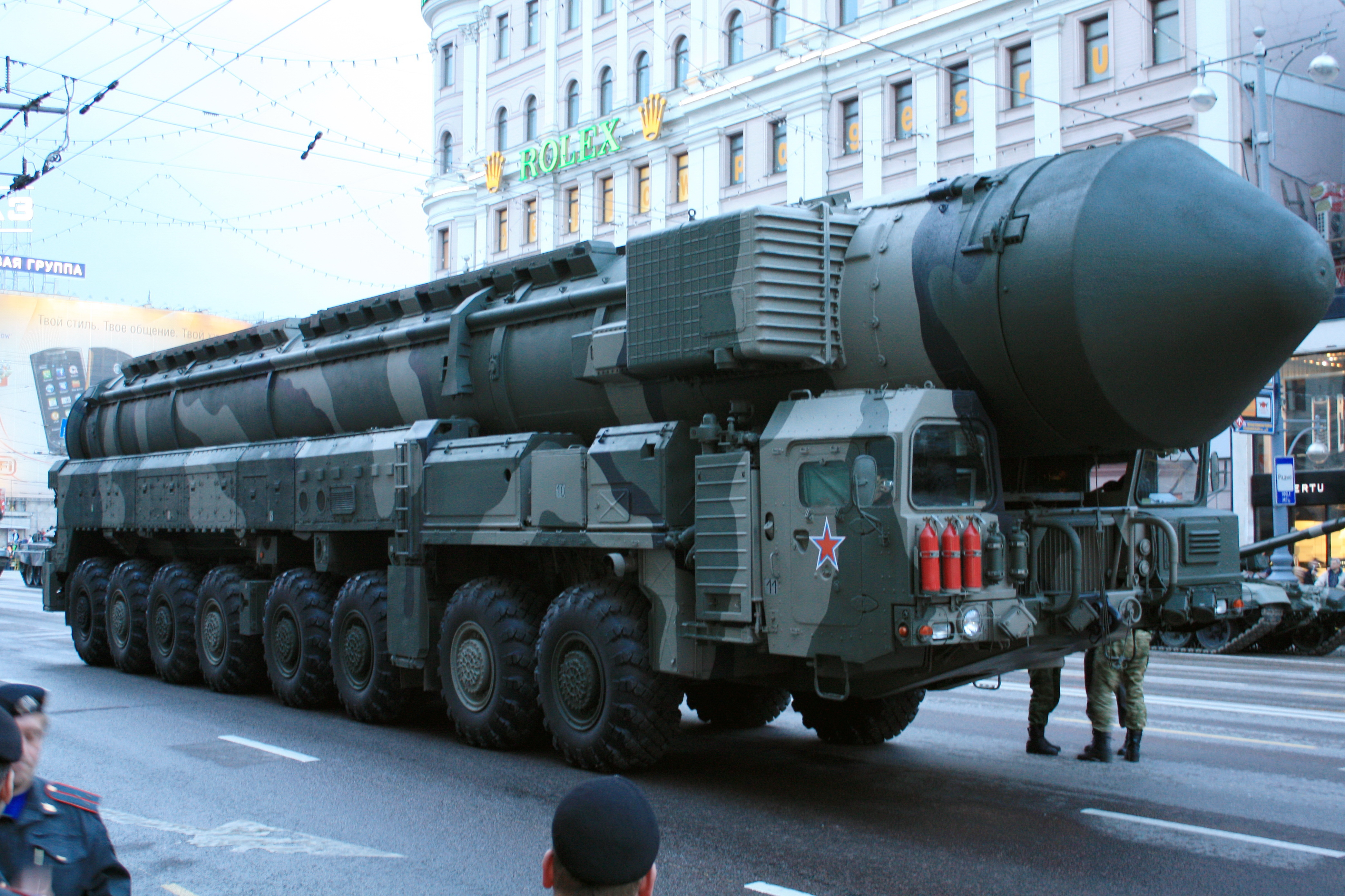
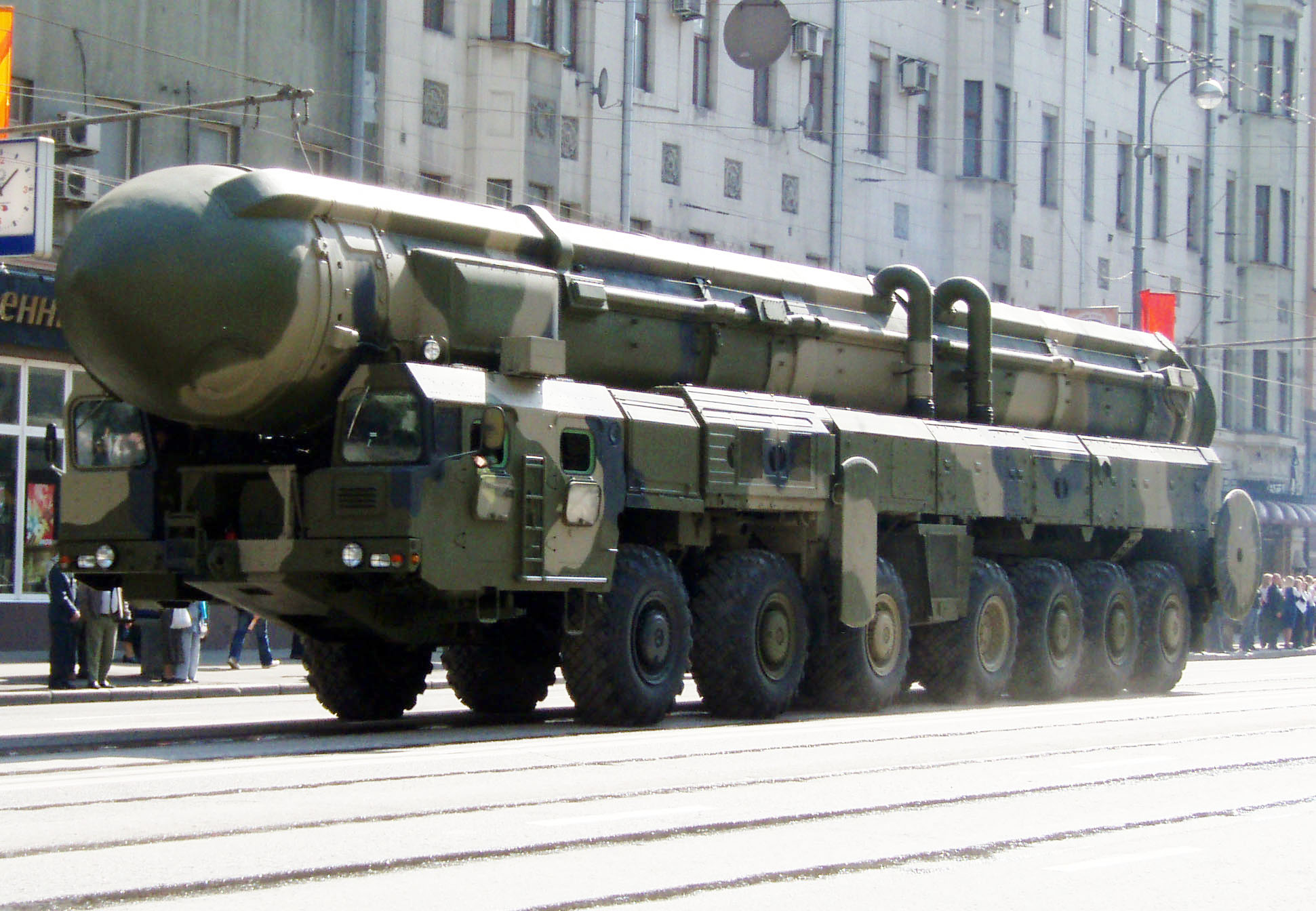
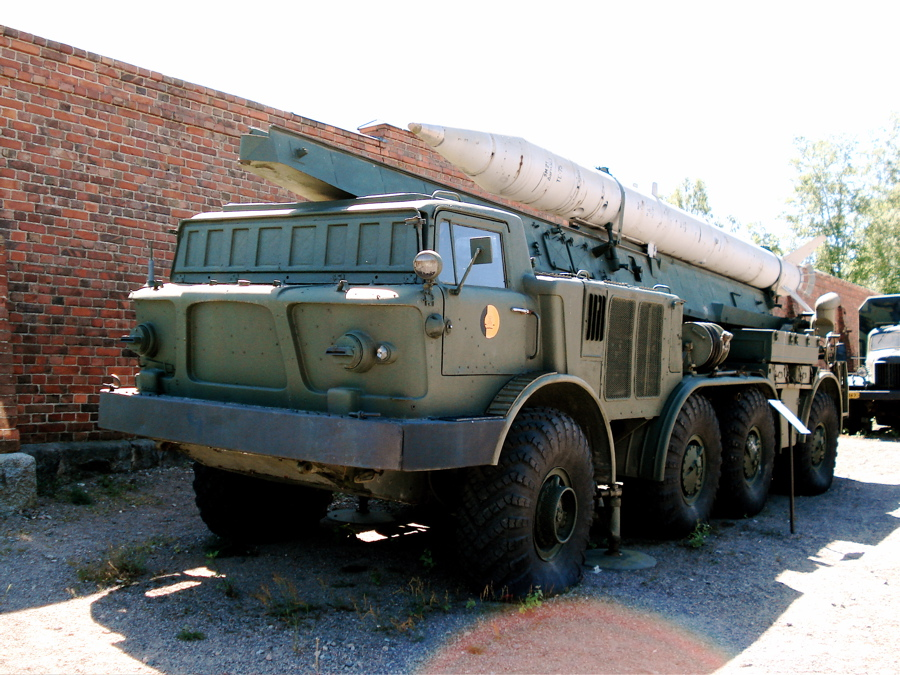
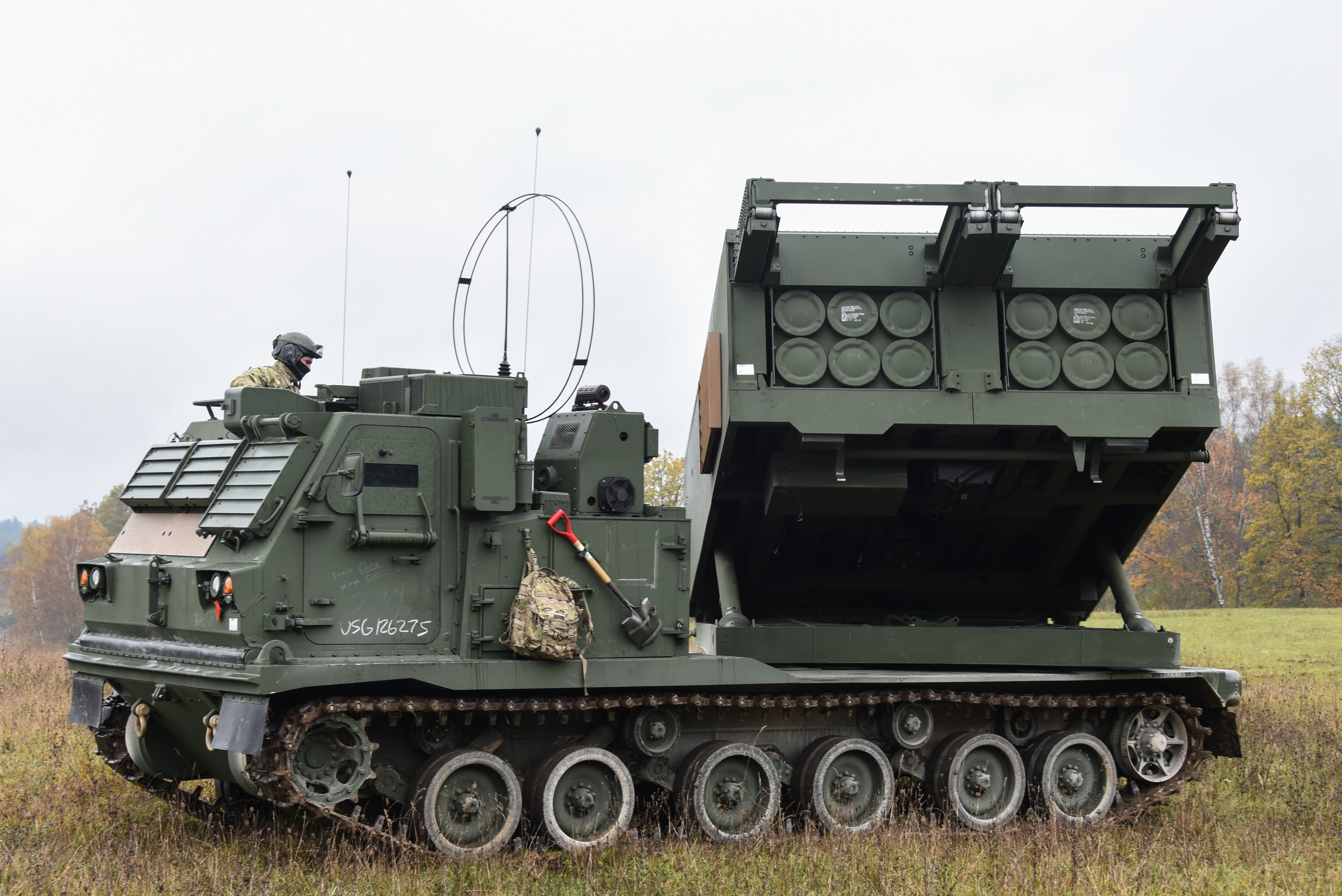
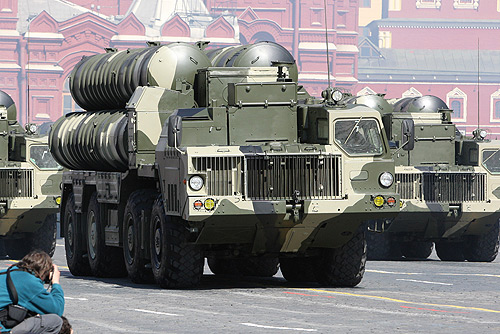
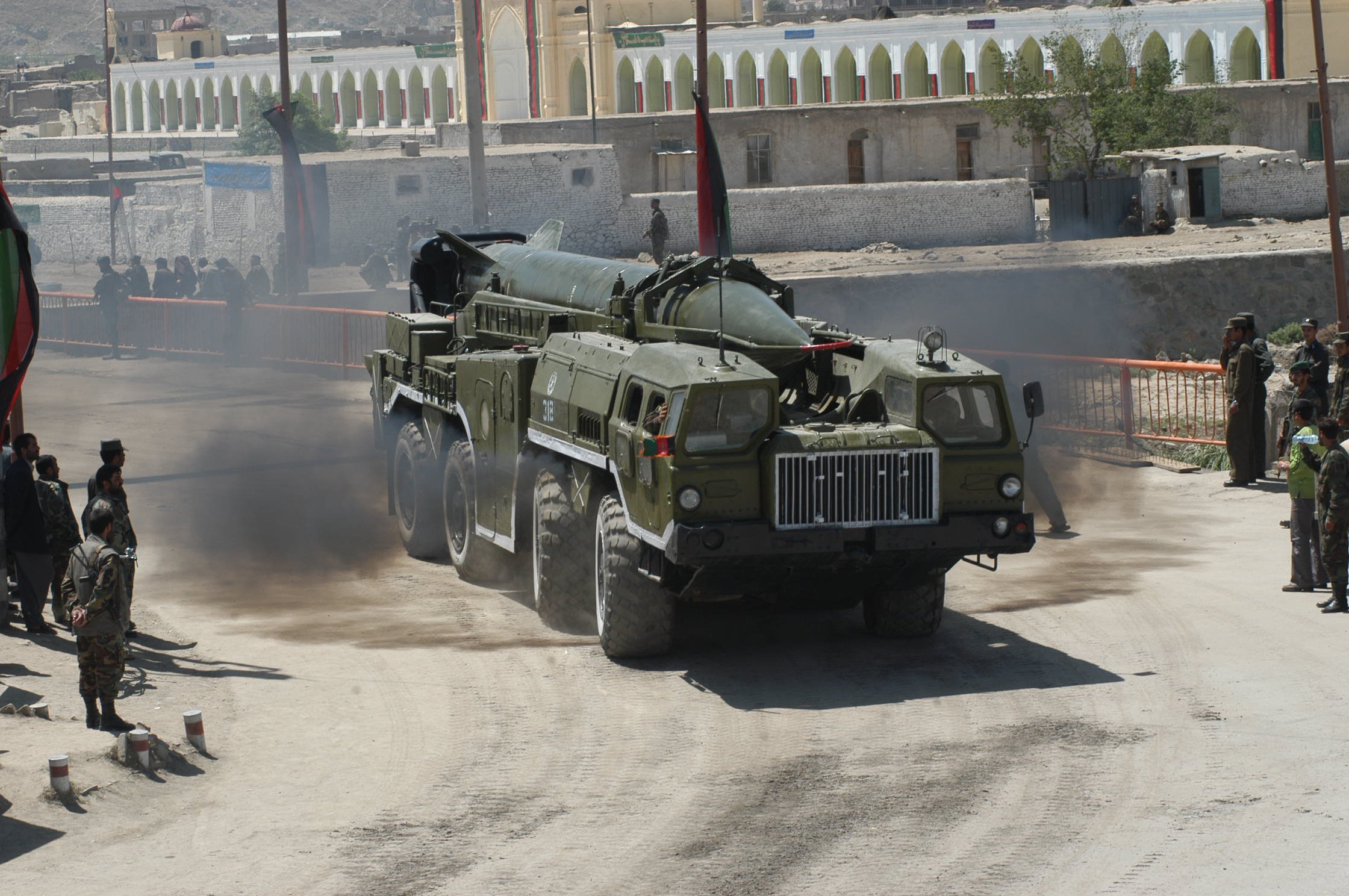
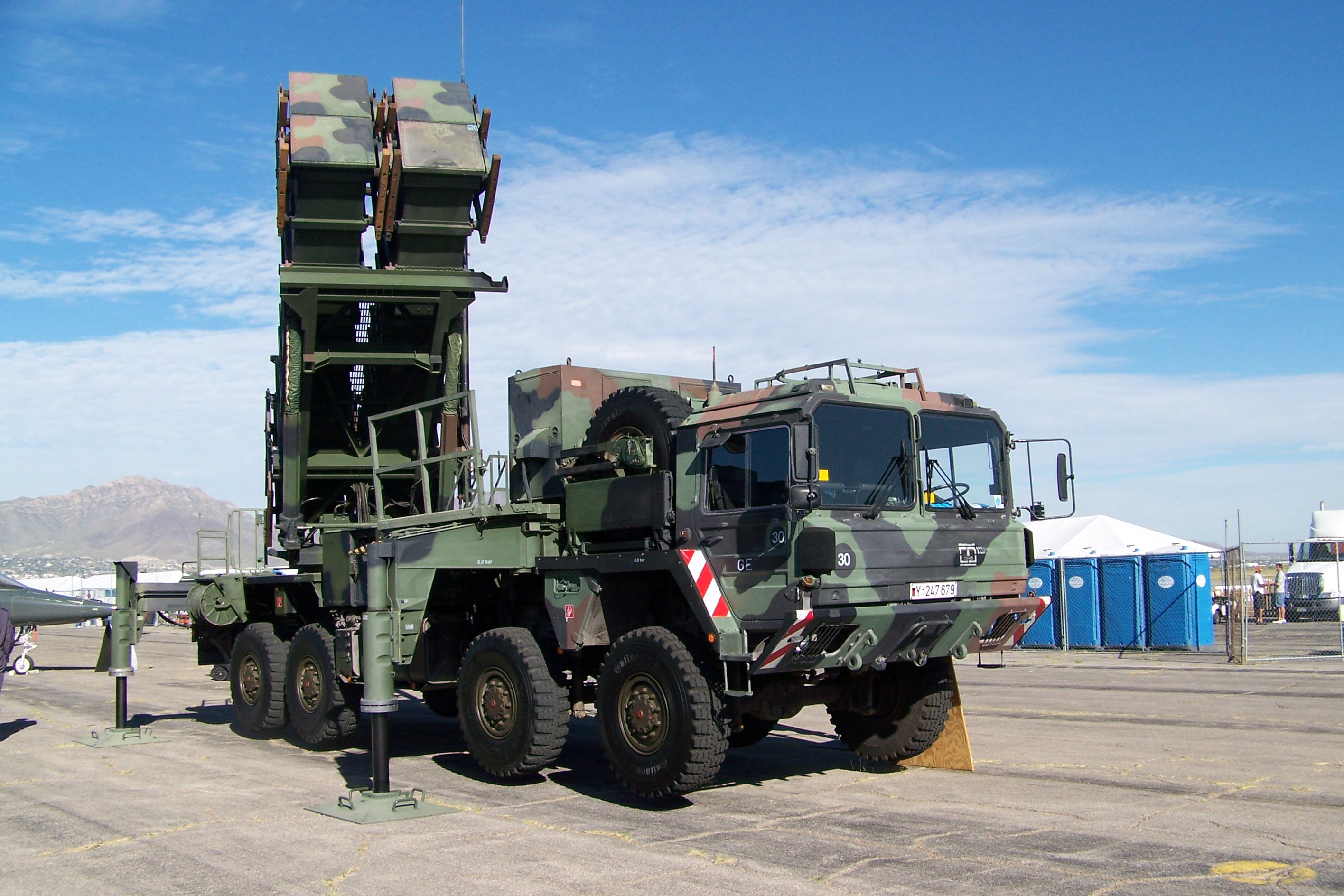
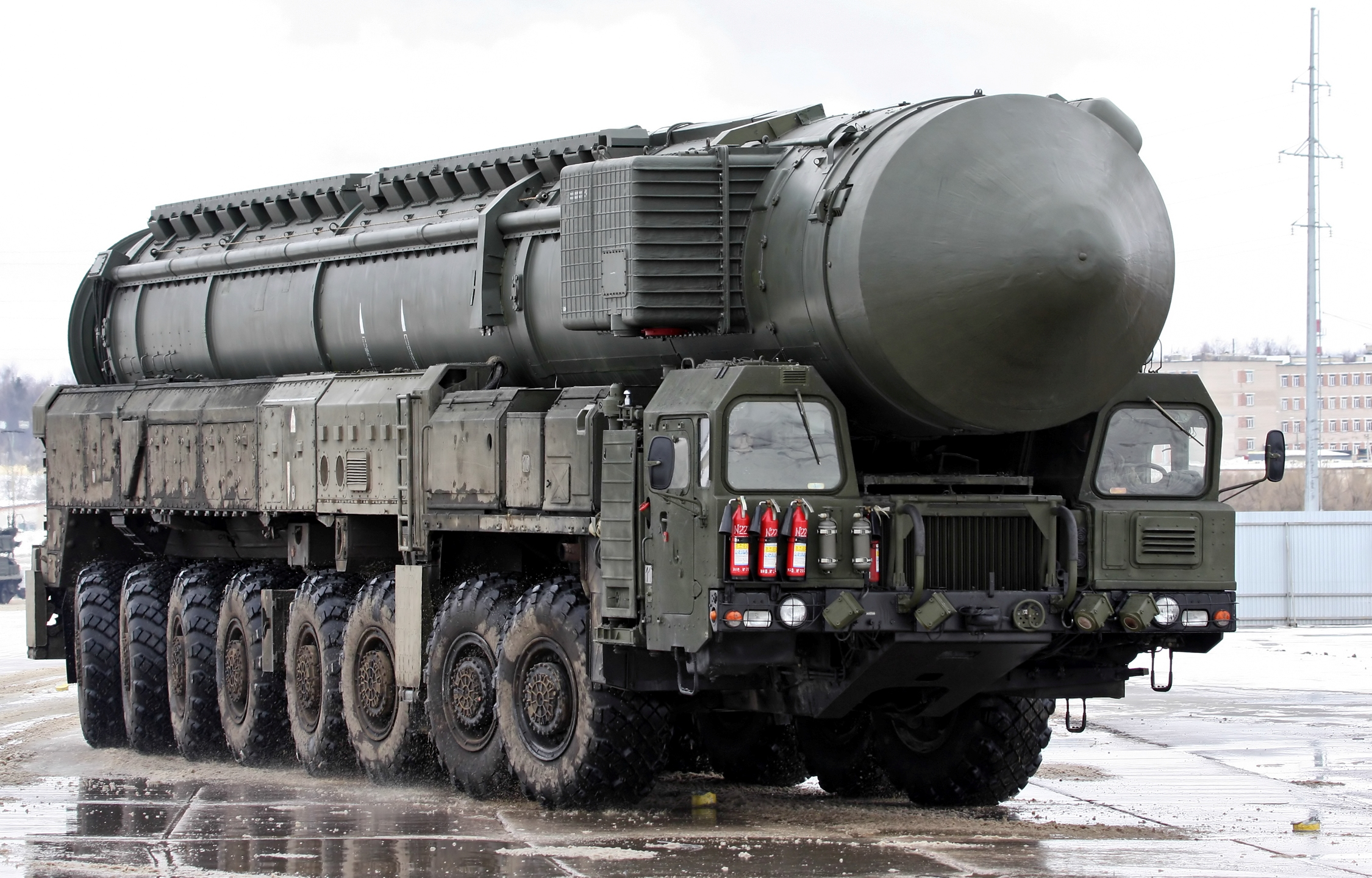